# Horo Guduru Welega
La zone Horo Guduru Welega (en oromo : Walllaga Horroo Guduruu) est une zone administrative de la région Oromia en Éthiopie. Avec 570 040 habitants en 2007, elle reprend une partie de l'awraja Horo Guduru de l'ancienne province du Wellega. Son chef-lieu est Shambu.

## Origine et nom
Shambu est au XXe siècle la capitale de l'awraja Horo Guduru dans la province du Wellega.
À la réorganisation du pays en régions, le territoire de la future zone Horo Guduru Welega fait partie de la zone Misraq Welega (« Est Wellega ») de la région Oromia.
En 2006, l'Atlas of the Ethiopian Rural Economy ne mentionne encore que cette grande zone « Est Wellega ».
En revanche dès l'année suivante, les deux zones apparaissent séparément dans le recensement de 2007.
La zone Horo Guduru Welega, en se détachant de sa voisine reprend le nom et une partie du territoire de l'ancien awraja Horo Guduru.
Le nom de la zone peut aussi s'écrire Horo Gudru Welega, Horo Gudru Wellega ou simplement Horo Guduru,.

## Woredas
En 2007 et jusque dans les années 2010, la zone est composée de dix woredas,, :
- Ababo ;
- Abay Chomen ;
- Abe Dongoro ;
- Amuru ;
- Guduru ;
- Horo ;
- Jarte Jardega ;
- Jimma Genete ;
- Jimma Rare ;
- Shambu Town.

Une liste récente mentionne deux woredas supplémentaires appelés Choman Guduru et Horo Buluk sans doute détachés de Guduru et Horo.

## Géographie
Située dans le nord-ouest de la région Oromia, la zone Horo Guduru est bordée au nord-est par le Nil Bleu qui la sépare des zones Mirab Godjam et Misraq Godjam de la région Amhara. Dans la région Oromia, la zone Horo Guduru est bordée par la zone Misraq Welega à l'est et par la zone Mirab Shewa à l'ouest et au sud.
La limite Horo Guduru-Mirab Shewa longe la rivière Guder puis son affluent la rivière Anonu, qui sont respectivement un affluent et un sous-affluent du Nil Bleu.
Quant à la limite Horo Guduru-Misraq Welega, elle s'appuie en partie sur le cours amont de la rivière Hanger ou Anger qui est un sous-affluent du Nil Bleu par la rivière Didessa.
Au centre de la zone, le lac Chomen s'étend entre Shambu et Finicha'a. Il se déverse dans un affluent mineur du Nil Bleu, la rivière Finicha'a ou Fincha.

## Démographie
D'après le recensement national réalisé par l'Agence centrale de la statistique d'Éthiopie, la zone compte 570 040 habitants en 2007 et 11 % de la population est urbaine.
L'oromo est la langue maternelle pour 86 % des habitants de la zone et l'amharique pour près de 14 %. Environ 43 % des habitants sont protestants, 38 % sont orthodoxes, 9 % sont de religions traditionnelles africaines et 9 % sont musulmans.
En 2007, la principale agglomération de la zone est Shambu avec 14 995 habitants, suivie par Fincha avec 9 440 habitants, Wayu avec 6 618 habitants et Kombolcha avec 7 504 habitants. Hareto, Abora et Alibo ont de l'ordre de 5 000 habitants à la même date.
| Woreda        | Population 2007 | Agglomérations en 2007, |
| ------------- | --------------- | ----------------------- |
| Ababo         | 45 325          | Dedu                    |
| Abay Chomen   | 48 316          | Fincha                  |
| Abe Dongoro   | 67 017          | Tulu Wayo               |
| Amuru         | 52 633          | Abora                   |
| Guduru        | 98 084          | Kombolcha               |
| Horo          | 74 989          | Sekela                  |
| Jarte Jardega | 48 943          | Alibo                   |
| Jimma Genete  | 64 158          | Hareto, Biqiltu Qidame  |
| Jimma Rare    | 55 580          | Wayu, Goben             |
| Shambu Town   | 14 995          | Shambu                  |

En 2022, la population de la zone est estimée à 840 709 personnes avec une densité de population de 104 personnes par km2 et 8 097 km2 de superficie.